# Hispanoamérica
|  | Per a altres significats, vegeu «Hispanoamèrica». |

Hispanoamérica és un barri del districte de Chamartín a la zona nord-est de la vila de Madrid. Els seus límits són al nord el carrer Alberto Alcocer i avinguda de Costa Rica, al sud amb l'avinguda de Concha Espina; a l'oest amb el Passeig de la Castellana i a l'est amb l'Avinguda de la Paz (M-30). En l'extrem sud-occidental d'aquest barri hi ha l'estadi Santiago Bernabéu del Reial Madrid Club de Futbol. Té uns 31.743 habitants. Limita al sud amb els barris d'El Viso, Ciudad Jardín i Prosperidad, al nord amb Nueva España (Madrid), tots al districte de Chamartín; a l'est amb Colina i Atalaya, a Ciudad Lineal, i a l'oest amb Cuatro Caminos i Castillejos (Tetuán).

## Història
Històricament, el barri d'Hispanoamérica pertanyia al municipi de Chamartín de la Rosa, i en el seu moment, abans que s'urbanitzés des de mitjan anys 70 estava format per tres nuclis menors.
A l'oest, al costat de la Castellana (que era en el seu moment una baixada d'aigües), es trobava part del llogaret de Maudes, que s'estenia cap a l'altre costat del rierol. En els terrenys de Maudes es va construir el primer Estadi de Chamartín, substituït pel Santiago Bernabéu.
La zona central, entorn del carrer Menta (avui, carrer Víctor Andrés Belaúnde) estava ocupat per un caseriu: el barri de les Cuarenta Fanegas, prop dels terrenys dels monjos, on avui està l'Hospital de San Rafael.
A l'est, a la zona més propera al rierol Abroñigal (avui la M-30) hi havia un caseriu més petit, entre el club de tennis Chamartín i la colònia de la RENFE.